# 明日へ架ける橋
「明日へ架ける橋」（あしたへかけるはし）は、2004年5月19日に発売された、日本の女性歌手・倉木麻衣の楽曲。18作目のシングルとして、2004年5月19日にGIZA studioからリリースされた。規格品番はGZCA-7049。

## 内容
- 前作「風のららら」以来1年ぶりのシングル。また、2004年に発表した唯一のシングル。
- カップリング曲が2曲収録されたのは自身初であった。

## 収録曲
1. 明日へ架ける橋 (3:59)
  - 作詞：倉木麻衣　作曲：徳永暁人　編曲：池田大介・徳永暁人

後にバラードバージョンにアレンジされ、2004年の『第55回NHK紅白歌合戦』で歌われた（次作「Love,needing」に収録）。
2. Lover Boy (4:33)
  - 作詞：倉木麻衣　作曲：大野愛果　編曲：DJ ME-YA
3. 愛をもっと (4:23)
  - 作詞：倉木麻衣　作曲・編曲：YOKO Black. Stone
4. 明日へ架ける橋 〜instrumental〜 (3:57)

## タイアップ
- NHK夜の連続ドラマ『ドリーム〜90日で1億円〜』・『もっと恋セヨ乙女』・『火消し屋小町』主題歌。（#1）
- 関西テレビ『プロ野球中継2004』テーマソング。（#2）

## 収録アルバム
- FUSE OF LOVE（#1）
- ALL MY BEST（#1）
- MAI KURAKI BEST 151A -LOVE & HOPE-（#1）